# Armando da Silva Carvalho
Pour les articles homonymes, voir Silva et Carvalho.
 (juin 2017).
Si vous disposez d'ouvrages ou d'articles de référence ou si vous connaissez des sites web de qualité traitant du thème abordé ici, merci de compléter l'article en donnant les références utiles à sa vérifiabilité et en les liant à la section « Notes et références ».
Armando da Silva Carvalho (Olho Marinho, Óbidos, 28 mars 1938 - 1er juin 2017, Caldas da Rainha) est un poète et traducteur portugais.

## Biographie
Licencié en droit de l'université de Lisbonne, Armando da Silva Carvalho a été avocat, journaliste, publicitaire et professeur dans le secondaire.
Parmi ses plus importantes traductions, on peut citer les œuvres de Samuel Beckett, Marguerite Duras, Andrei Andreevich Voznesensky, Jean Genet, E. E. Cummings ou Stéphane Mallarmé.
Il est traduit en castillan, russe, français, anglais, suédois, letton, allemand, italien et néerlandais.

## Poésie
- 1965 Lírica Consumível (prix de la Révélation de l'APE)
- 1968 O Comércio dos Nervos
- 1969 Os Ovos d'Oiro
- 1976 Antologia Poética
- 1977 Eu era desta Areia
- 1977 Armas Brancas
- 1979 Técnicas de Engate
- 1981 Sentimento de um Acidental
- 1983 Alexandre Bissexto
- 1995 Canis Dei (prix ex-aequo du Pen Club )
- 1998 Obra Poética
- 2000 Lisboas (prix Luís Miguel Nava)
- 2001 Três Vezes Deus (en collaboration avec Ana Marques Gastão et António Rego Chaves)
- 2008 O Amante Japonês (grand prix de Poésie APE/CTT 2008)

## Romans
- 1972 O Alicate
- 1976 O Uso e o Abuso
- 1977 Portuguex
- 2001 A Vingança de Maria de Noronha (mention d'honneur du prix de la ville de Lisbonne)
- 1994 Em Nome da Mãe
- 2001 O Homem que sabia a Mar (prix Fernando Namora)
- 2003 O Menino ao Colo. Momentos, Falas, Lugares do Sublime Santo António
- 2004 Elena e as Mãos dos Homens
- 2006 O Livro do Meio (avec Maria Velho da Costa)